# Попівка (Корочанський район)
Попівка (рос. Поповка) — село у Корочанському районі Бєлгородської області Російської Федерації.
Населення становить 1300 осіб. Входить до складу муніципального утворення Попівське сільське поселення.

## Історія
Населений пункт розташований у східній частині української суцільної етнічної території — східній Слобожанщині.
Згідно із законом від 20 грудня 2004 року № 159 від 20 грудня 2004 року органом місцевого самоврядування є Попівське сільське поселення.

## Населення
| 2002 | 2010  |
| ---- | ----- |
| 1191 | ↗1300 |